# 石摺絵
石摺絵（いしずりえ）は、日本における浮世絵版画の一形態である。

## 概要
拓本のように、背景を墨地に、線を白抜きにして表現した版画。拓本を「石摺」とも呼ぶことに由来する。墨摺絵の白黒が反転した図になる。篆刻での「白文」にあたる。
紅摺絵と同時期の、延享年間（1744-48年）に創始されたと考えられる。創始者は奥村政信もしくは西村重長とされる。
錦絵が登場した後（1765年（明和2年）以降）でも、葛飾北斎・歌川広重の作例がある。
浮世絵師ではないが、伊藤若冲による、淀川下りの情景を図した「乗興舟（じょうきょうしゅう）」（1767年（寛文7年）、一巻）は、「石摺絵」に見えるが、版木に湿した紙をあて、その上から墨を付けたタンポで叩く、拓本同様の制作法が取られており、「拓版画」と呼ばれる。

## 図版

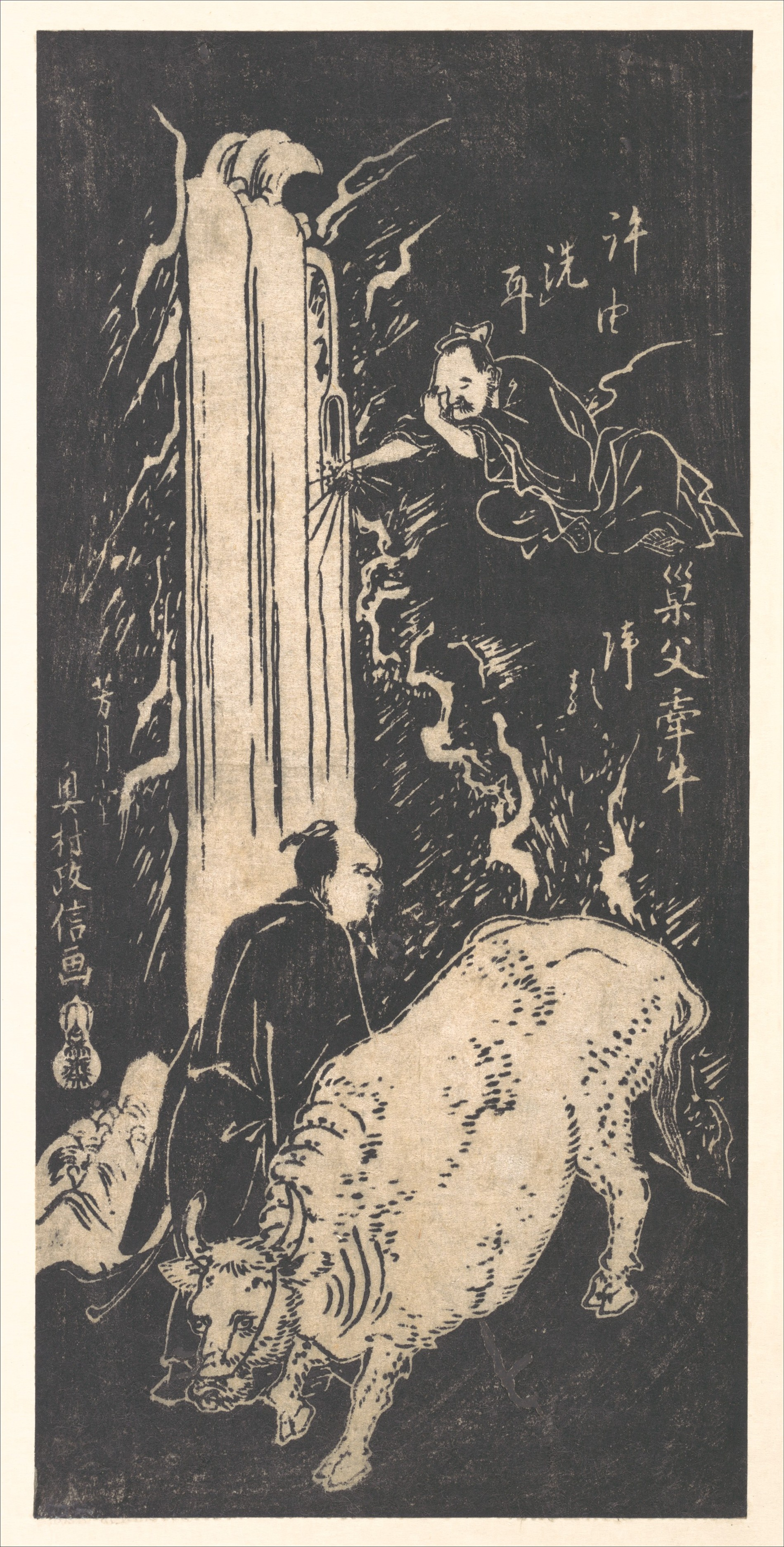
奥村政信「許由洗耳 ・巣父牽牛」、1750年頃、メトロポリタン美術館蔵。『荘子』『史記』等に記される逸話で、隠遁する許由と巣父は、政（まつりごと）に関わるのを嫌い、仕官の申し出を聞いた許由は、穢れた耳を滝で洗い、巣父はその水を牛に飲ませなかった。
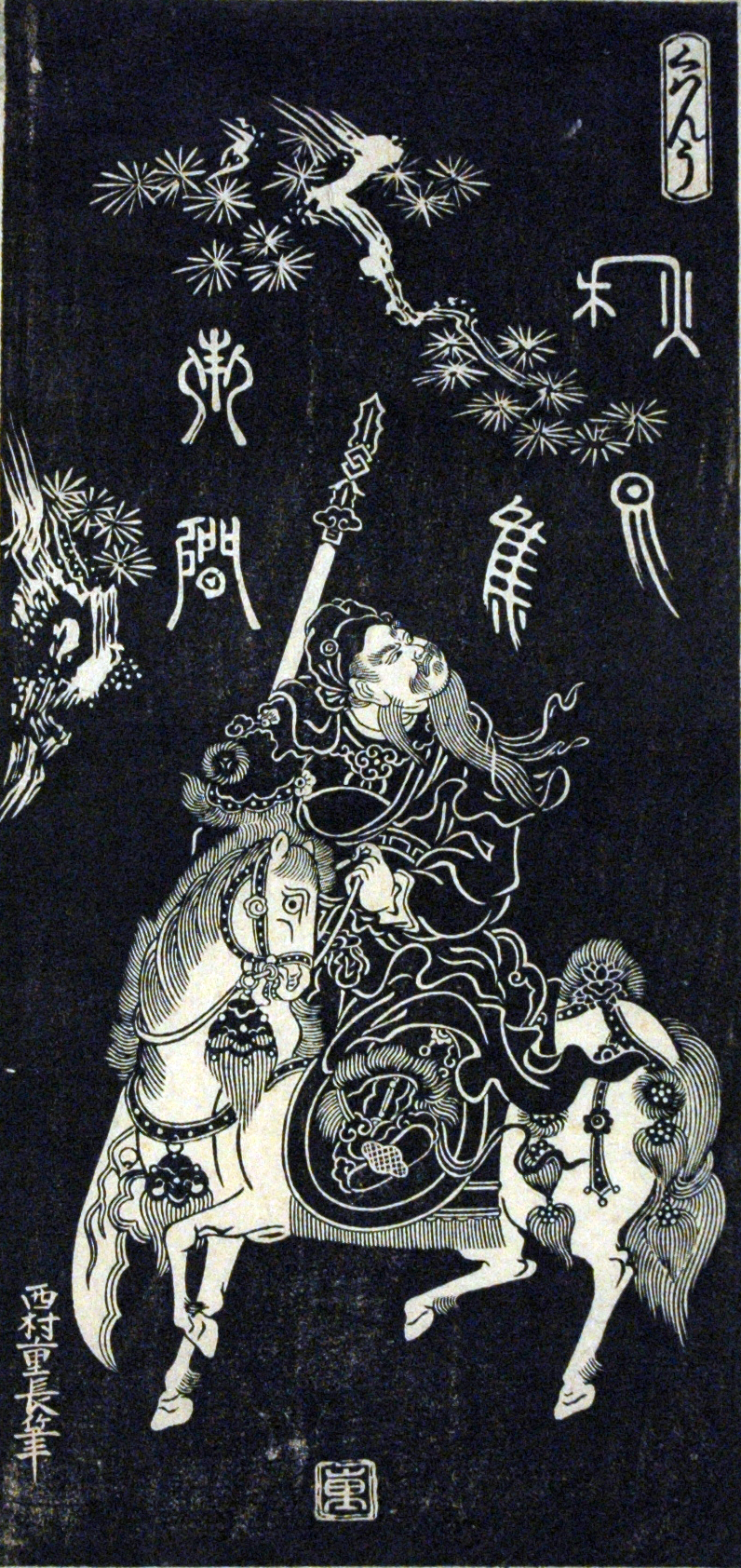
西村重長「騎乗関羽図」、1745年頃サンディエゴ美術館（英語版）蔵。
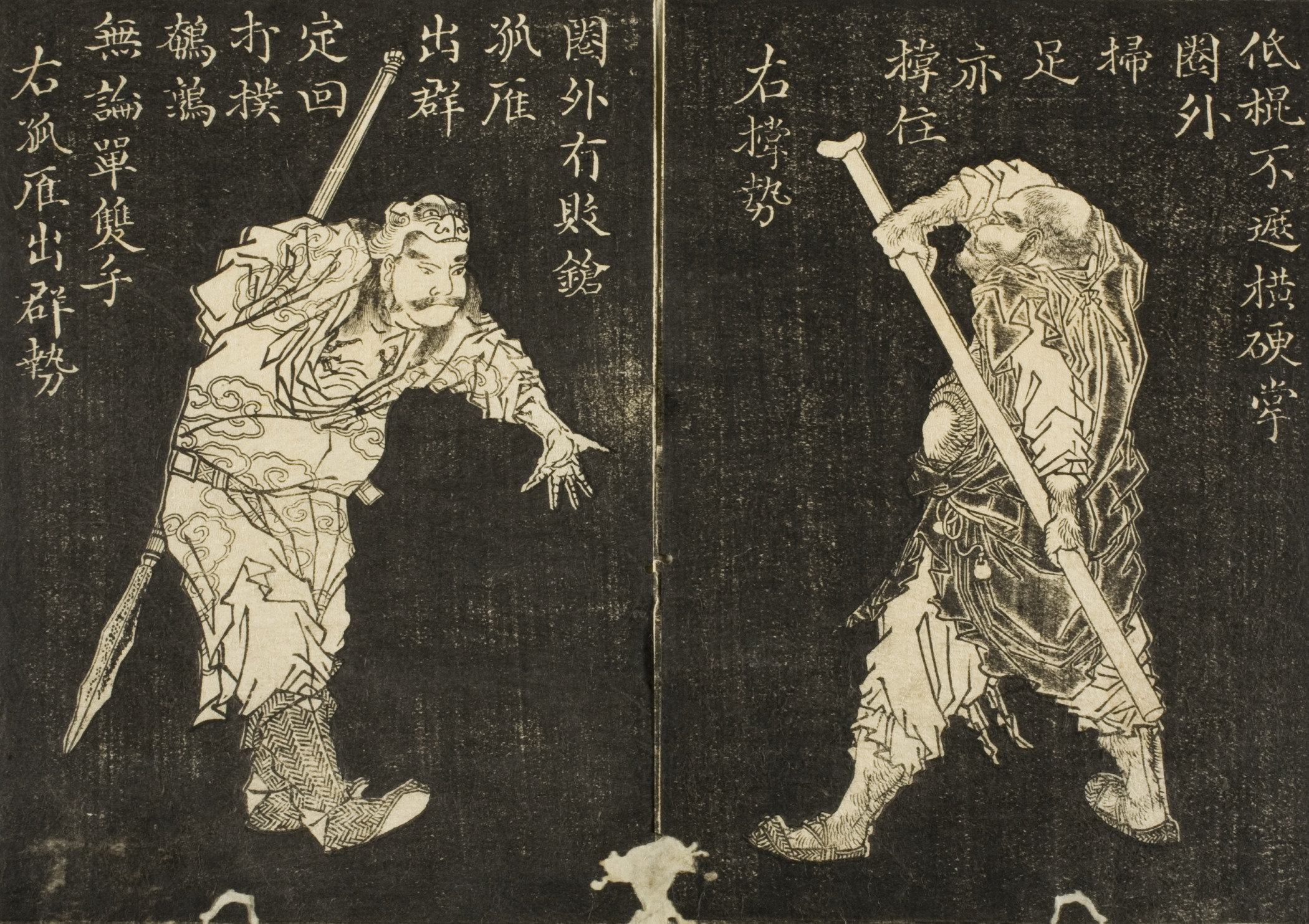
葛飾北斎『図入水滸伝』、1805-35年、ロサンゼルス郡美術館蔵。
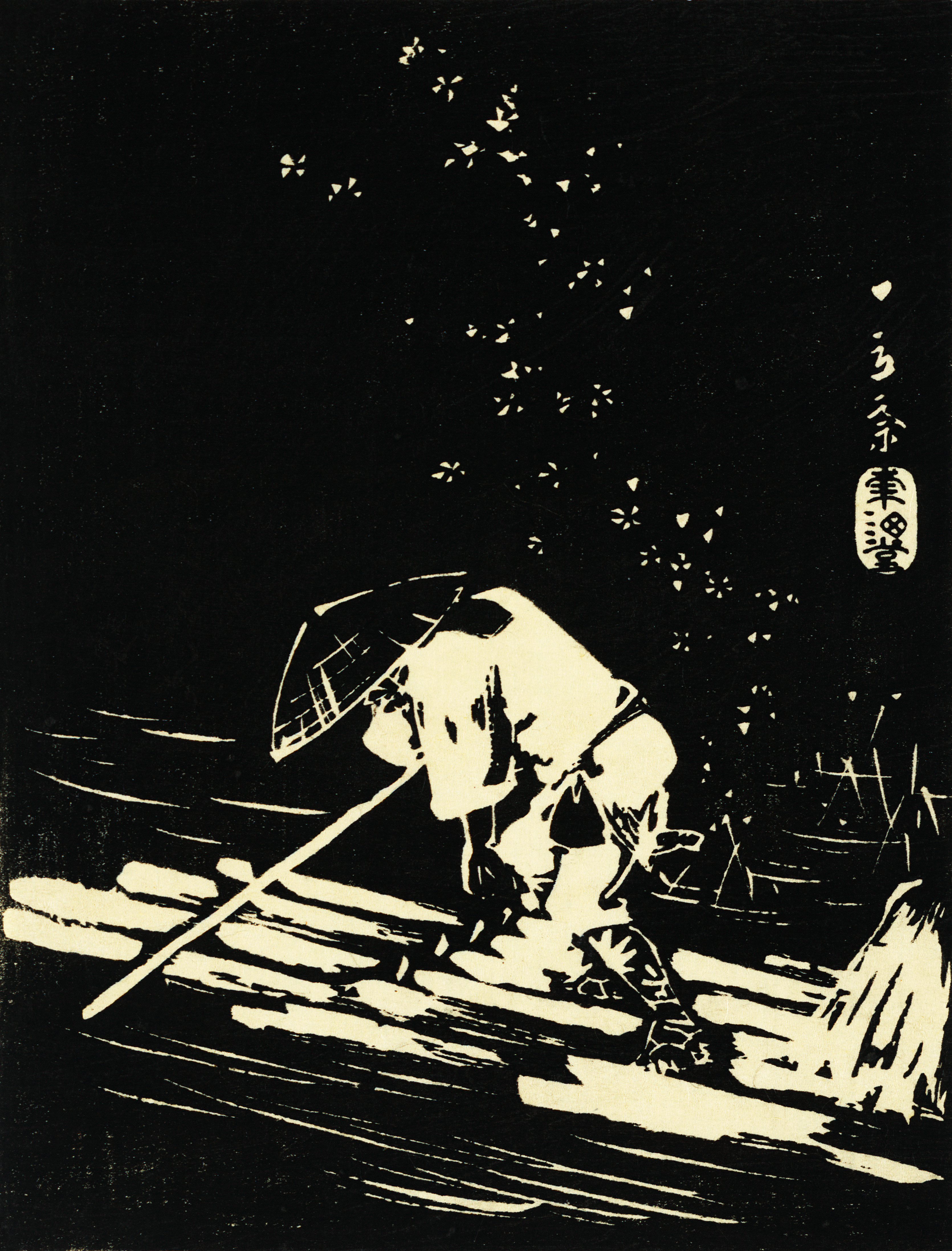
歌川広重「花筏」1850年頃、アメリカ議会図書館蔵。

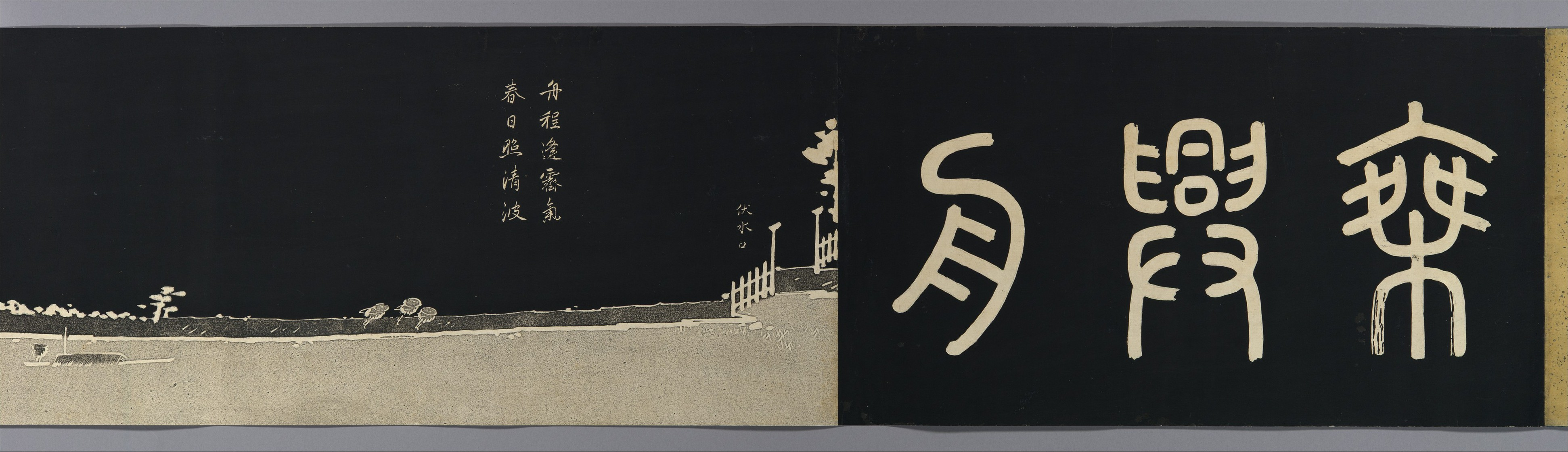
伊藤若冲「乗興舟」巻首、1767年、メトロポリタン美術館蔵。